# 托嬰風暴
《托嬰風暴》（葡萄牙語：Ossos）是1997年的電影作品，為葡萄牙導演佩德羅·科斯塔執導的第三部長片，獲選為第54屆威尼斯影展正式競賽片，隔年並被法國電影雜誌電影筆記選為年度十大電影。
電影於里斯本的方泰尼亞社區拍攝，該貧困人口居住的棚戶區是社會底層人民與來自前葡萄牙殖民地非洲移民聚集處；佩德羅·科斯塔日後再度拍攝了以該地區為背景的《在凡妲的小房間裡》(2000)，之後葡萄牙政府強行拆除該貧民區，《青春向前行》(2006)則繼續拍攝非裔移民遊蕩回被拆除的廢墟，三部電影組成「方泰尼亞三部曲」。

## 劇情
貧窮的蒂娜帶著新生的嬰兒返家準備開瓦斯自殺，其男友發現後急忙帶著嬰兒到外頭；小孩被帶走的蒂娜陷入憂鬱情緒，她的好朋友克勞蒂則試圖想要幫她振作。帶著嬰兒上街的小爸爸遇到了好心的護士願意收留他們，此時克勞蒂也找到了護士家，並假借要到護士家幫傭而使計讓蒂娜代她去護士家工作。

## 獎項
| 獎項              | 獎項       | 受獎者                     | 階段／結果 |
| ----------------- | ---------- | -------------------------- | ---------- |
| 第54屆威尼斯影展  | 金獅獎     | 佩德羅·科斯塔 《托嬰風暴》 | 提名       |
| 第54屆威尼斯影展  | 最佳攝影   | Emmanuel Machuel           | 獲獎       |
| 第3屆葡萄牙金球獎 | 最佳影片   | 《托嬰風暴》               | 提名       |
| 第3屆葡萄牙金球獎 | 最佳導演   | 佩德羅·科斯塔              | 提名       |
| 第3屆葡萄牙金球獎 | 最佳男演員 | Nuno Vaz                   | 提名       |
| 第3屆葡萄牙金球獎 | 最佳女演員 | Isabel Ruth                | 提名       |

## 外部連結
- 互联网电影数据库（IMDb）上《托嬰風暴》的资料（英文）
- AllMovie上《托嬰風暴》的资料（英文）
- 豆瓣电影上《托嬰風暴》的資料 （简体中文）